# Hendrik Laurenszoon Spiegel

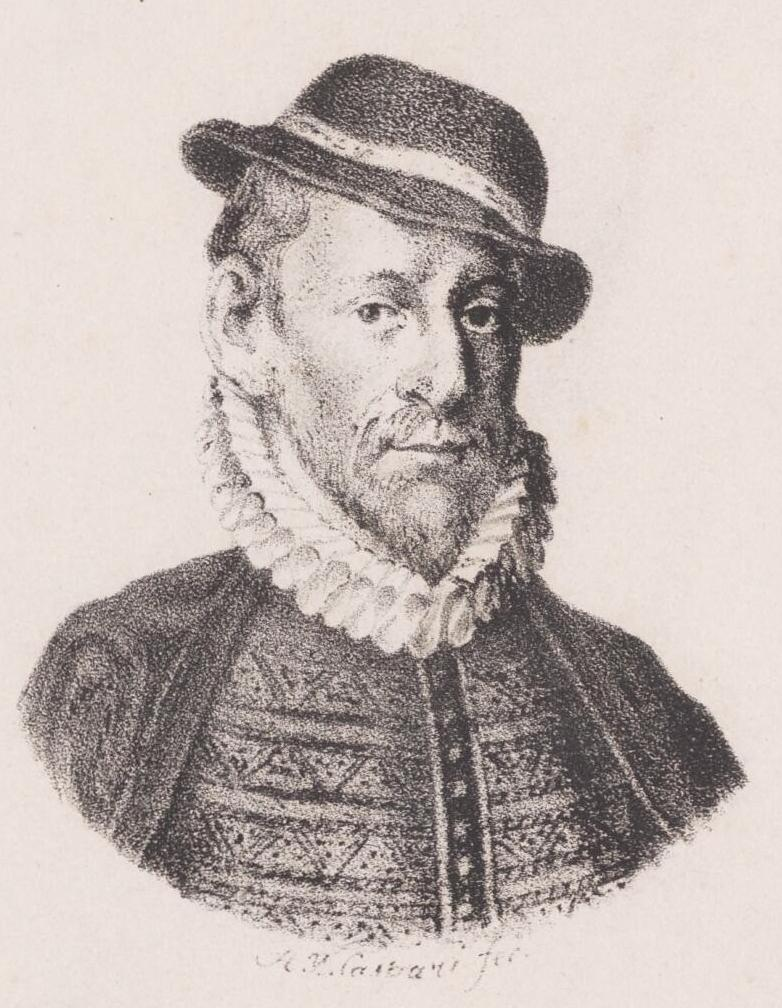
Hendrik Laurensz. Spieghel

Hendrik Laurenszoon Spiegel (* 11. März 1549 in Amsterdam; † 4. Januar 1612 in Alkmaar) war ein niederländischer Dichter und Humanist.

## Leben
Spiegel war der Sohn von Laurens Pietersz Spiegel und dessen Frau Anna (geborene Gaaf Jansdochter) sowie der Bruder von Jan Laurensz. Spiegel. Er wurde als Katholik erzogen und erhob 1578 Einspruch gegen den Übergang der Stadt zum Calvinismus. Er sollte eigentlich Professor der römischen Religion werden entschied sich jedoch für die Laufbahn als Kaufmann. 1589 wurde er zum Rat der Admiralität in Hoorn ernannt, doch lehnte er es, trotz angedrohter Zwangsmaßnahmen ab, dieses Amt zu übernehmen. Er blieb standhaft, obwohl er in Den Haag wegen seiner Haltung zu einer Spende zugunsten des Armenhauses verurteilt wurde. Er war vom holländischen Humanisten Dirck Volkertszoon Coornhert beeinflusst. In seinem Werk Nieuwe Jaerslieden (1578–1608) griff er die Tyrannei an.
Er war wie Coornhert und Roemer Visscher (1547–1620) Mitglied der Amsterdamer „Rederijkerkammer“, wobei er sich um die Ausarbeitung der Lehrbücher kümmerte, die sich mit der holländischen Orthographie befassten. Darunter das Werk: Twe-spraack van de Nederduytsche Letterkunst (1584). Er veranlasste 1591 den Druck der alten Reimchronik von Melis Stoke auf eigene Kosten. Sein wichtigstes Werk ist Hertspiegel (1614). In diesem langen Gedicht entfaltet er seine philosophische Ansichten und religiösen Überzeugungen. Ein anderes seiner Werke ist das unvollendete Lieden op’t Vader Ons. Spiegel war Mitglied der Bewegung, die die holländische Sprache förderte, und veröffentlichte seine Meinung über die Bedeutung dieser Sprache in dem Dialog über holländische Literatur (1584).
Familie

Spiegel war zweimal verheiratet
- Bregtje (geborene van den Berg)
- Dieuwertje (geborene van Marken)

Er hatte mehrere Kinder.

## Werke (Auswahl)
- Nieuwe Jaerslieden (1578–1608)
- Hertspiegel (1614)
  - Hertspieghel en andere zede-schriften. Meest noyt voor dezen gedrukt. H. Wetstein, Amsterdam 1694 (archive.org – Nachdruck).
- Lieden op’t Vader Ons